# Dzsargalthán járás
Dzsargalthán járás (mongol nyelven: Жаргалтхаан сум) Mongólia Hentij tartományának egyik járása. Területe 2800 km². Népessége kb. 2200 fő.
Székhelye, Dzsargalt (Жаргалт) 96 km-re fekszik Öndörhán tartományi székhelytől.